# Nemognatha nemorensis
Nemognatha nemorensis là một loài bọ cánh cứng trong họ Meloidae. Loài này được Hentz miêu tả khoa học năm 1830.